# Paweł Strzelecki (matematyk)
Paweł Strzelecki (ur. 19 czerwca 1963 w Warszawie) – polski matematyk, profesor zwyczajny Uniwersytetu Warszawskiego, popularyzator matematyki i tłumacz. Specjalizuje się w równaniach różniczkowych cząstkowych.

## Kariera naukowa
Absolwent VI Liceum Ogólnokształcącego im. Tadeusza Reytana w Warszawie (1981), gdzie działał w 1 Warszawskiej Drużynie Harcerskiej im. Romualda Traugutta „Czarna Jedynka”.
Ukończył studia na Wydziale Matematyki, Informatyki i Mechaniki UW (1987). Doktorat z teorii równań różniczkowych cząstkowych pt. Klasyczna różniczkowalność słabych rozwiązań równań parabolicznych obronił w grudniu 1993 (promotorem pracy był Bogdan Bojarski). W 1994 został zatrudniony jako adiunkt w Instytucie Matematyki Uniwersytetu Warszawskiego, gdzie w latach 2003–2005 sprawował funkcję wicedyrektora ds. dydaktycznych. Habilitował się na macierzystym Wydziale w 2005 na podstawie oceny dorobku naukowego i rozprawy pt. Regularność słabych rozwiązań układów równań eliptycznych z krytyczną nieliniowością. Należy do Polskiego Towarzystwa Matematycznego, w ramach którego był m.in. członkiem zarządu głównego. Jest też członkiem Komitetu Matematyki PAN. W ramach macierzystego Wydziału pełnił funkcje: prodziekana ds. studenckich (2005–2008), prodziekana ds. badań i współpracy międzynarodowej (2012–2016) oraz dziekana od 2016 do 2024.
Stypendysta Europejskiej Fundacji Nauki na Uniwersytecie Paris VI oraz Fundacji Aleksandra von Humboldta w Instytucie Matematyki Uniwersytetu Fryderyka Wilhelma w niemieckim Bonn.

## Dorobek
Autor szeregu prac naukowych i artykułów popularyzatorskich (publikowanych m.in. w czasopiśmie matematyczno-fizyczno-astronomicznym „Delta”) oraz podręcznika akademickiego.
Dorobek publikacyjny P. Strzeleckiego obejmuje m.in.:
- Krótkie wprowadzenie do równań różniczkowych cząstkowych, Wydawnictwa Uniwersytetu Warszawskiego, Warszawa 2006, ISBN 83-235-0227-7
- Matematyka współczesna dla myślących laików, Wydawnictwa Uniwersytetu Warszawskiego, Warszawa 2011, ISBN 978-83-235-0817-5[12]

Współautor serii programów TV Edukacyjnej na temat matematyki (Łyk matematyki, Tajniki matematyki). Tłumacz książek popularyzujących matematykę, w tym:
- Ian Stewart: Listy do młodego matematyka, tłum. Paweł Strzelecki. Prószyński i S-ka, Warszawa 2008. ISBN 978-83-7469-865-8
- Martin Aigner, Günter M. Ziegler: Dowody z Księgi, tłum. Paweł Strzelecki. Wydawnictwo Naukowe PWN, Warszawa 2002. ISBN 83-01-13722-3
- Singh, Simon: Tajemnica Fermata: w poszukiwaniu rozwiązania najsłynniejszego matematycznego problemu świata, tłum. Paweł Strzelecki. Seria „Wszechświat dla Poetów”. Prószyński i S-ka, Warszawa 1999. ISBN 83-7255-014-X
- Aczel, Amir D.: Wielkie twierdzenie Fermata: rozwiązanie zagadki starego matematycznego problemu, tłum. Paweł Strzelecki. Seria „Na ścieżkach nauki”. Prószyński i S-ka, Warszawa 1998. ISBN 83-7180-655-8
- Martin Gardner: Ostatnie rozrywki. Hydry, jajka i inne mistyfikacje matematyczne, tłum. Paweł Strzelecki. Seria „Na ścieżkach nauki”. Prószyński i S-ka, Warszawa 2004. ISBN 83-7337-823-5
- Leonard Mlodinow: 	Matematyka niepewności. Jak przypadki wpływają na nasz los, tłum. Paweł Strzelecki. Seria „Na ścieżkach nauki”. Prószyński i S-ka, Warszawa 2009. ISBN 978-83-7648-254-5

## Nagrody i wyróżnienia
- Wyróżnienie honorowe im. Hugona Steinhausa (2003)
- Nagroda Główna PTM im. Samuela Dicksteina za 2014 rok „za wybitne osiągnięcia w dziedzinie popularyzacji i upowszechniania matematyki"[4]
- Nagroda im. Włodzimierza Mlaka i Zdzisława Opiala (2016)[13]